# Pyrrhos
Pyrrhos (starořecky: Πύρρος Pýrrhos; 319/318 Epirus – 272 př. n. l. Argos) byl řecký král a státník z helénistického období. Byl králem Molossů z královského rodu Aiakovců a později se stal králem (Malalas jej také označuje jako „toparcha“) Épeiru. Byl jedním z nejsilnějších protivníků raného Říma a je považován za jednoho z největších vojevůdců starověku. Jeho jméno je dnes proslaveno především známou frází „Pyrrhovo vítězství“ vzniklou po bitvě u Auscula (279 př. n. l.), když v odpověď ke gratulaci k vítězství nad Římany prý prohlásil: „Ještě jedno takové vítězství a budu ztracen!“
Pyrrhos se stal králem Épeiru v roce 306 př. n. l. ve věku 13 let, ale o čtyři roky později ho sesadil Kassandros. Bojoval během válek diadochů a s podporou Ptolemaia I. Sótéra získal zpět svůj trůn v roce 297 př. n. l. Během konfliktu známého jako Pyrrhovy války bojoval Pyrrhos proti Římu na žádost Taranta a dosáhl vítězství u Herakleie a Auscula. Poté ovládl Sicílii, kterou získal od Kartága, ale byl brzy vytlačen zpět a po bitvě u Beneventa v roce 275 př. n. l. přišel o všechny zisky v Itálii.
V roce 274 př. n. l. Pyrrhos sesadil z makedonského trůnu Antigona II. Gonata a v roce 272 př. n. l. vpadl na Peloponés. Útok Épeiřanů na Spartu však byl odražen a Pyrrhos byl zabit během pouliční bitvy v Argu.

## Účast na válkách diadochů
Pyrrhos byl synem krále Aiakida z Épeiru a Fthie. Dětství strávil na dvoře Glaukia, krále nejmocnějšího ilyrského kmene, který mu poskytl azyl a adoptoval ho poté, co byl v jeho dvou letech jeho otec za nejasných okolností vyhnán z Épeiru. Ve věku dvanácti let byl svým adoptivním otcem přiveden zpět do země a dosazen za krále Molossů (nejvýznačnější kmen v Épeiru). Brzy na to však proti němu v Épeiru povstala opozice pod vedením jeho spolukrále Neoptoléma a vyhnala jej v roce 302 př. n. l. ze země.
Pyrrhos se poté připojil k Démétriovi I. Poliorkétovi a jeho otci, králi Antigonovi I. a zúčastnil se na jejich straně v roce 301 př. n. l. bitvy u Ipsu v Malé Asii proti ostatním diadochům (nástupci Alexandra Makedonského). Protože v této bitvě zvítězila druhá strana – Antigonos přišel o život – musel jít Pyrrhos jako rukojmí na dvůr egyptského krále Ptolemaia I., který ovšem se svým zajatcem zacházel velmi zdvořile. Pod dojmem Pyrrhových schopností ho oženil se svou dcerou, egyptskou princeznou Bereníké. V roce 296 př. n. l. bylo pak Pyrrhovi dovoleno vrátit se do své vlasti.
Pyrrhos je všeobecně považován za vysoce talentovaného generála a stratéga. Své říši se pokusil zajistit velmocenské postavení v soustavě helénistických států (za tímto účelem provedl vojenské reformy podle makedonského vzoru). A stejně jako založil Alexandr Veliký světovládnou říši na východě, chtěl Pyrrhos dosáhnout téhož na západě. V roce 287 př. n. l. byl prohlášen králem Makedonie, ale musel se o ní dělit s Lýsimachem, který již o tři roky později anektoval také západní Pyrrhovu část země, zatímco Pyrrhos musel potlačovat vzpouru svých vojáků. V jeho držení nakonec zůstaly pouze některé západní kraje při hranicích s Makedonií.

## Italská kampaň

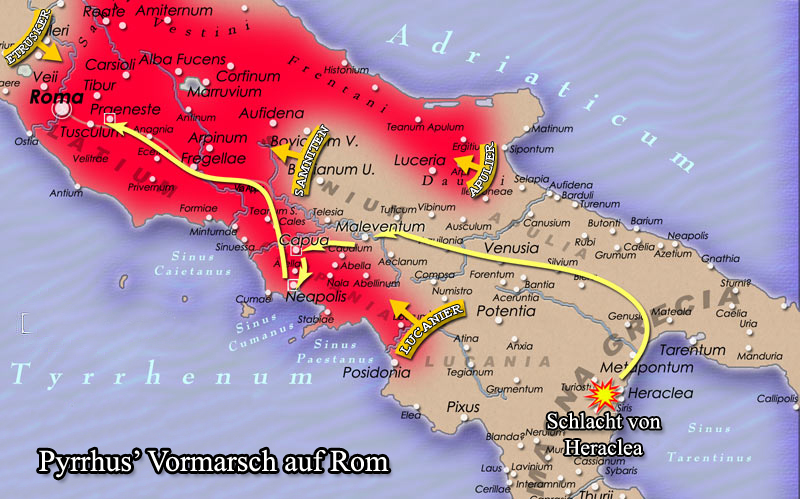
Pyrrhův postup na Řím

V roce 281 př. n. l. vyhověl žádosti řeckého města Tarentu o pomoc. Jeho hlavním cílem bylo dobytí Makedonie, avšak postrádal dostatek peněz k zaplacení potřebných žoldnéřů. Plánoval tedy, že pomůže Tarentu a pak se přesune na Sicílii a napadne Kartágo – po vítězství a dobytí jižní Itálie měl mít dost peněz k tomu, aby postavil armádu silnou natolik, aby s ní dobyl Makedonii.
Při přípravě tažení do Itálie se dokonce spojil se svým soupeřem o makedonskou korunu, Ptolemaiem Keraunem, který mu poskytl vojsko. V čele 20 000 pěšáků, 3 000 thesálských jezdců, 2 000 lučištníků, 500 prakovníků a 19 válečných slonů se vylodil v Itálii. Vstříc mu vyrazila římská armáda s 30 000 muži pod vedením konzula Publia Laevinia. Poblíž lukánského města Herakleia se s ním Římané střetli, z krvavé bitvy ale odešli poraženi. Ztráty se pohybovaly mezi 7 až 15 tisíci na římské a 4 až 13 tisíci na řecké straně.
Po bitvě dorazily k Pyrrhovi posily z jižní Itálie. Pyrrhos směřoval nyní se svou armádou do Etrurie. Dobyl některá malá města v Kampánii a jeho vojáci vyplenili Latium, nicméně Neapol stejně jako další významná města mu odmítala otevřít své brány. V tomto okamžiku Pyrrhos pochopil, že ovládnutí Itálie bude náročnější, než původně očekával. Jeho postup byl zastaven v Anagni, dva dny od Říma, když narazil na jinou římskou armádu pod vedením Tiberia Coruncania. Pyrrhos se obával, že nemá dostatek mužů k boji a rozhodl se ustoupit. Římané ho nepronásledovali. Několik málo kmenů včetně Lukánů, Brutiů a řeckých měst Krotón a Lokris se připojilo k Pyrrhovi. Jeho nabídka mírové smlouvy byla přesto Římany odmítnuta.
V následujícím roce (279) napadl Pyrrhos s 25 000 vojáky Apulii, kde se utkal s 40 000 Římany v bitvě u Auscula a dosáhl zde velice draze vykoupeného vítězství. Římským velitelem v bitvě byl konzul Publius Decius Mus. Jeho zdatné vojsko, ačkoliv bylo poraženo, donutilo Pyrrhovu armádu k ústupu a odvrátilo jej tak od vpádu do Apulie. Prokázala se také stabilita římské moci, neboť povstání italských kmenů proti Římanům, v které Pyrrhos tajně doufal, se nekonalo. Tato bitva zastínila mnohá pozdější římská vítězství a vedla ke vzniku termínu „Pyrrhovo vítězství“, což má symbolizovat vítězství dobyté za cenu katastrofálních ztrát. Římané přišli téměř o 6 000 mužů, Pyrrhos asi o 3 500.

## Sicilské tažení, Beneventum
V roce 278 př. n. l. obdržel Pyrrhos dvě nabídky: Řecká města na Sicílii ho žádala, aby vyhnal z ostrova Kartagince, kteří s Řeky vedli války o Sicílii a vedle Římanů představovali druhou největší mocnost v západním Středomoří. Ve stejnou dobu se na Pyrrha obrátili s nabídkou trůnu Makedonci, jejichž král Ptolemaios Keraunos byl zabit při vpádu Galatů do země. Pyrrhos se rozhodl pro Sicílii, jež podle něj skýtala větší příležitost a přemístil tam svoje vojsko. V roce 277 př. n. l. obsadil Eryx, nejsilnější kartaginskou pevnost na Sicílii. Tato demonstrace síly přiměla ostatní kartaginská města ke kapitulaci, načež byl Pyrrhos prohlášen králem Sicílie. Dokonce již plánoval zanechat svému synovi Helenovi sicilské království a svému dalšímu synovi Alexandrovi chtěl odkázat Itálii.
V roce 276 př. n. l. vyjednával Pyrrhos s Kartaginci. Třebaže Kartágo bylo ochotné podporovat Pyrrha penězi a zbraněmi, jakmile bude znovu nastolen mír, Pyrrhos nežádal nic jiného, než aby Kartaginci opustili Sicílii a učinili z Libyjského moře (Sicilský průliv) hranici mezi sebou a Řeky. Mezitím se ale Pyrrhos stával mezi sicilskými Řeky stále více neoblíbený kvůli svému despotickému chování, neboť Řekové špatně snášeli jeho autoritativní návyky, jež získal během svého pobytu na východě a také vysokou daňovou zátěž, kterou na ně uvalil, aby byl schopen zaplatit své žoldnéře. Ačkoliv tedy Kartagince opět porazil, byl nucen Sicílii opustit a vrátit se do Itálie.
Zatímco Pyrrhos vedl tažení proti Kartagincům, Římané měli dost času k přebudování své armády a k povolání tisíců čerstvých rekrutů. Po svém návratu ze Sicílie proto Pyrrhos v Itálii nalezl římskou armádu nesmírně početně převyšující jeho vlastní vojsko, v čele s konzulem Maniem Curiem Dentatem. Po takticky nerozhodné bitvě u Beneventa v roce 275 př. n. l. se odhodlal ukončit italskou kampaň a na podzim téhož roku odešel s pouhými 8 000 pěšáky a 500 jezdci zpět do Épeiru. I přes své velké úspěchy svůj cíl – dobýt na západě království – uskutečnit nedokázal. V následujících třech letech pak římská vojska dobyla Tarent a ostatní jihoitalská města.

## Poslední války a smrt

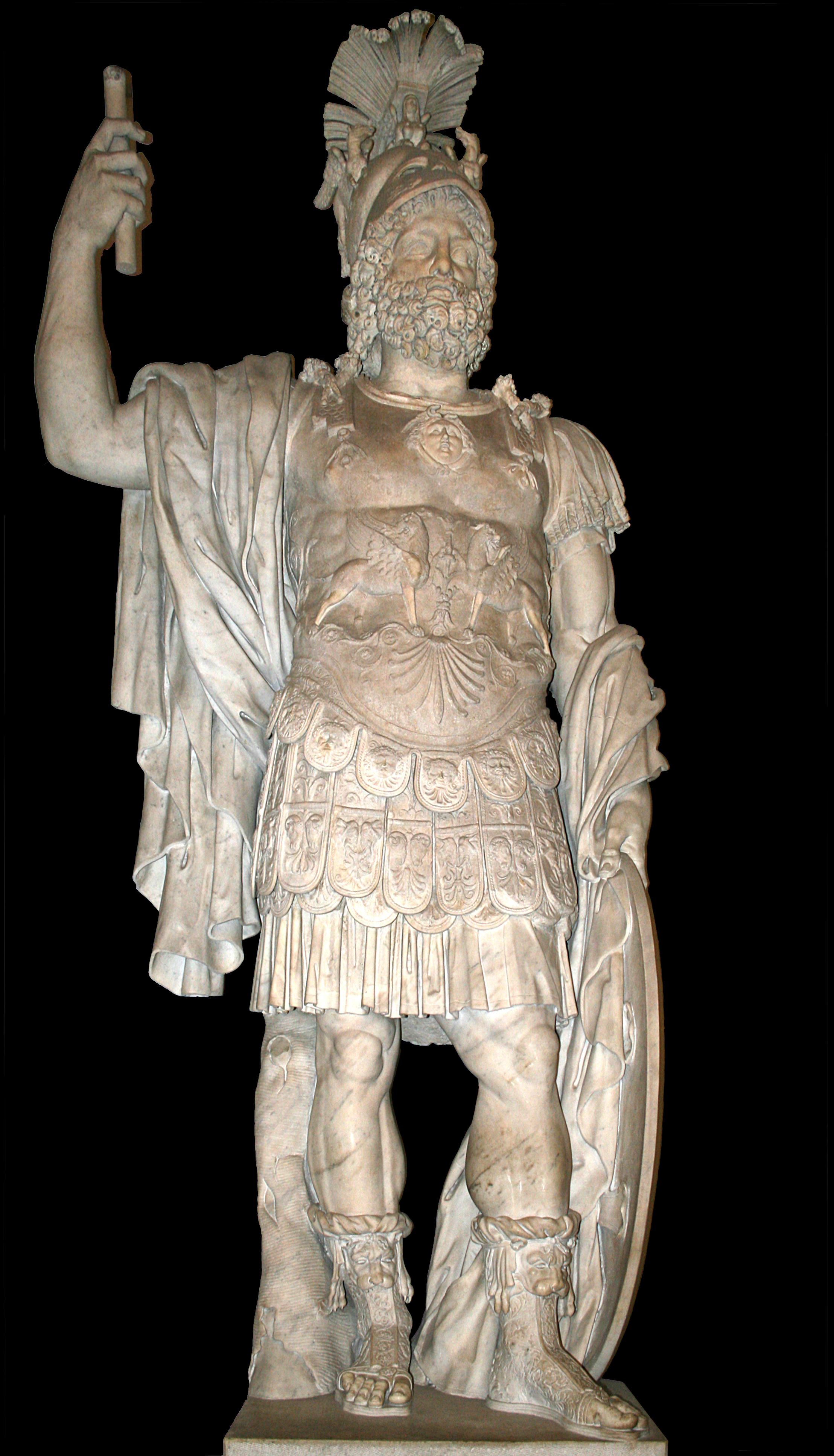
Socha boha Marta ztotožněná s Pyrrhem

Třebaže jeho tažení na západě značně podlomila sílu jeho armády a vyplenila jeho pokladnici, Pyrrhova dobrodružná povaha jej brzy zavedla do další války. Na začátku roku 274 př. n. l. snadno porazil makedonského krále Antigona II. Gonata (vnuka Antigona I.), načež část jeho vojska přešla k Pyrrhovi, který se tak chopil vytouženého makedonského trůnu. V roce 272 př. n. l. požádal Kleonymós, Sparťan královské krve nenáviděný většinou svých spoluobčanů, Pyrrha o pomoc při ovládnutí Sparty. Pyrrhos souhlasil, neboť zamýšlel získat vítězstvím kontrolu nad celým Peloponésem. Nejprve sice Sparťany v otevřeném poli přemohl, ale při útoku na město narazil na nečekaně tuhý odpor. Ihned poté se mu naskytla možnost zasáhnout do vnitřních sporů ve městě Argos. Avšak během zmatených pouličních bojů zde zemřel (podle některých zpráv byl otráven sluhou).

## Odkaz
Pyrrhos je pokládán za jednoho z největších vojevůdců helénistického období. Díky svým velkolepým úspěchům udělal značný dojem na své současníky a ve starověku byl dokonce srovnáván s Alexandrem a Hannibalem (samotný Hannibal jej považoval za druhého největšího vojevůdce po Alexandrovi). Ztroskotal, protože si stanovoval příliš dalekosáhlé plány a své podniky nepřipravoval zvlášť pečlivě. Épeiros byl příliš malý pro ambiciózní cíle tohoto krále a tento chybějící mocenský prostředek nemohl být vynahrazen ani osobními nesporně skvělými schopnostmi vládce. Navíc neměl trpělivost zajistit dosažené výboje a místo toho se neustále hnal do nových dobrodružství. Na konci přišly všechny jeho výboje nazmar a jen upevnění Épeiru, který sám pokládal za vedlejší, se ukázalo jako trvalejšího charakteru.
Kromě toho, že se projevoval jako vynikající vojevůdce, byl Pyrrhos také literárně činný. Jednak napsal paměti a dále několik knih týkajících se válečného umění. Přestože se tato díla nedochovala, Hannibal byl jimi silně ovlivněn a také Cicero je chválil. Celkově úspěšná obrana Říma ve válce s Pyrrhem měla v té době veliký ohlas v celém řeckém světě, který tak byl upozorněn na rodící se mocnost jménem Řím. Pyrrhos nebyl římskými historiky očerňován, tak jako většina jiných soupeřů Říma.